# Prosalirus bitis
Prosalirus bitis (лат.) — вид вымерших земноводных из надотряда Salientia. Ископаемые остатки Prosalirus bitis были обнаружены в 1995 году и датируются нижней юрой (199,3—182,7 млн лет назад), что делает этот вид древнейшим на сегодняшний день земноводным, адаптированным к передвижению прыжками наподобие современных бесхвостых.
Строение скелета Prosalirus bitis сближает его с бесхвостыми. Его предполагаемый размер был около 5 см, он не имел хвоста и обладал педицеллярными зубами.
С точки зрения систематики этот вид альтернативно классифицируется в составе отряда бесхвостых.

## Этимология
Родовое название Prosalirus происходит от лат. prosalire — «прыгать вперёд». Видовое название bitis на языке индейцев Навахо означает «выше».

## История открытия
Этот вид был открыт в 1995 году в Аризоне, когда его окаменелые останки были обнаружены в нижнеюрских отложениях формации Кайента возрастом более 180 млн лет (по уточнённым данным — 190 млн лет назад). По состоянию на 2009 год были обнаружены лишь 3 экземпляра этого вида. Голотипом был назначен экземпляр, обозначенный как MNA V8725.

## Анатомия и физиология
Prosalirus bitis обладал многими анатомическими особенностями, характеризующими современных бесхвостых. Так, например, у него было обнаружено удлинение задних конечностей и особенно проксимальных костей предплюсен, сращение костей предплечья, удлинение подвздошной кости, наличие уростиля, и отличная от других земноводных, специфическая для бесхвостых конструкция подвздошно-крестцового сустава. Prosalirus ещё не обладал столь мощными задними конечностями как современные бесхвостые, но его посадка (структура таза) и отсутствие хвоста свидетельствуют об адаптации к передвижению прыжками.
Предполагаемый размер животного — 4—5 см, (реконструированный размер голотипа — 50 мм).
Как и современные бесхвостые, Prosalirus bitis обладал педициллярными зубами. Зубы у него были расположены как на верхней челюсти, так и на предчелюстной кости. Длина последней составляла около четверти длины верхней челюсти. На предчелюстной кости имелись позиции для 21 зуба, а на верхней челюсти — для 40 зубов. В задней части челюсть истончалась и не несла зубов.

## Систематика
Эволюционные линии Prosalirus bitis (как Vieraella herbsti и некоторых других ископаемых видов) обособились ещё до того, как появился ближайший общий предок современных лягушек. Обычно систематики включают данные виды не в состав отряда бесхвостых, а в состав надотряда Salientia, краун-группой которого являются современные бесхвостые. Поскольку близкородственных связей с другими ископаемыми бесхвостыми для Prosalirus обнаружено не было, то род был сначала отнесён к семейству Prosaliridae, а после признания последнего младшим синонимом Notobatrachidae — к этому семейству.